# Distretto di Bengasi
Il distretto di Bengasi (in arabo شعبية بنغازي‎?) è uno dei 22 distretti della Libia. Si trova nella regione storica della Cirenaica e il suo capoluogo è la città di Bengasi.